# 野口定男
野口 定男（のぐち さだお 1917年3月21日 - 1979年11月18日）は、日本の哲学者。専攻は中国哲学。立教大学教員を務める傍ら複数の運動部部長に就任、学生野球団体の理事なども務めた。

## 経歴
1917年、神奈川県横須賀市に生まれる。後に長野県へ転居、旧制松本高等学校に入学し1937年に卒業。東京帝国大学文学部に入学し1940年に卒業。東亜新秩序研究会勤務。1941年に召集を受けるも病気のため除隊。1944年、満州に渡り満州電業株式会社に勤務。戦後、満州から引き上げると立教大学予科講師、1949年に文学部講師を勤めた。当時は大学構内の留学生寮の管理人宿舎に住みこんでいた。その後、1951年に文学部助教授、1959年に教授となっている。
著作活動や学生に講義を行う傍ら学生スポーツにも積極的に関与した。1972年に立教大学野球部の部長に就任したことを契機に、全日本大学野球連盟専務理事、日本学生野球協会理事、日米大学野球選手権大会の組織委員会事務局長も務めた。また立教大学ラグビー部や弓道部、水泳部の部長も務めた。晩年は埼玉県新座市野火止に居住した。1979年11月18日、癌性胸膜炎のため東京都の聖路加国際病院で死去。62歳。

## 著作
- 『史記 上』 (中国古典文学全集第4巻) 訳 平凡社 1958年  のち中国古典文学大系
- 『史記 下』 (中国古典文学全集第5巻) 訳 平凡社 1959年　本紀・世家・列伝部分
- 『中国史談』第1巻、第2巻 河出書房新社 1958年
- 『新・孟子物語』 (中国古典物語第4巻き）河出書房新社 1958年
- 『世俗の価値を超えて―菜根譚』 (現代人のための中国思想叢書 8 ) 新人物往来社 1973年
- 『中国四千年の智恵』 新人物往来社 1973年
- 『史記を読む』研文出版 1980年